# Jan Johansson-stipendiet

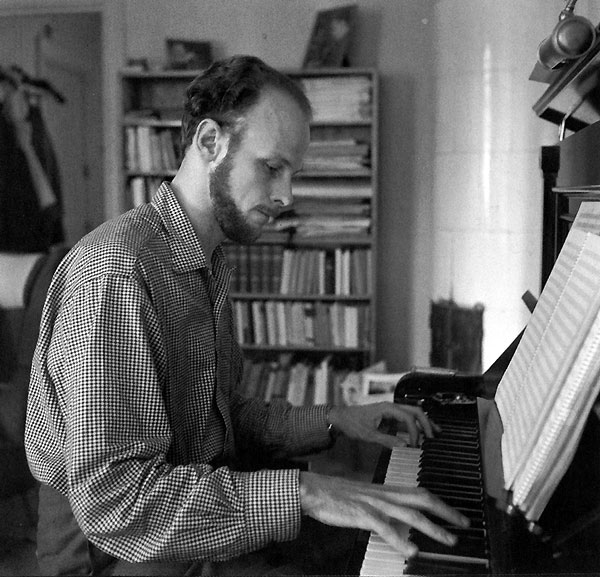
Stipendiet delas ut till minne av jazzpianisten Jan Johansson.

Jan Johansson-stipendiet utdelas årligen ur Jan Johanssons minnesfond – en fond som inrättades 1968 på initiativ av bland andra Arne Domnérus efter Jan Johanssons död. Första stipendiet delades ut året därpå och har sedan årligen delats ut. Utdelningen sker numera i Johanssons hemstad Söderhamn vid en årligen återkommande konsert, där förutom stipendiaten andra jazzmusiker av hög klass framträder. Stipendiefonden förvaltas av Svenska musikerförbundet.

## Stipendiater
- 1969 – Lars Sjösten
- 1970 – Pål Olle och Nils Agenmark
- 1971 – Bengt Hallberg
- 1972 – Lennart Åberg
- 1973 – Bernt Rosengren och Elisabet Hermodsson
- 1974 – Bengt-Arne Wallin
- 1975 – Åke Johansson
- 1976 – Rune Gustafsson
- 1977 – Lars Färnlöf
- 1978 – Göran Strandberg
- 1979 – Rune Carlsson
- 1980 – Red Mitchell
- 1981 – Rolf Ericson
- 1982 – Göran Lindberg
- 1983 – Monica Zetterlund och Per Henrik Wallin
- 1984 – Bertil Lövgren
- 1985 – Lasse Bagge
- 1986 – Erik Norström
- 1987 – Arne Forsén
- 1988 – Bobo Stenson och Arne Domnérus
- 1989 – Palle Danielsson
- 1990 – Lars Jansson
- 1991 – Pia Olby
- 1992 – Anders Jormin
- 1993 – Gösta Rundqvist
- 1994 – Roland Keijser
- 1995 – Bosse Broberg
- 1996 – Lena Willemark och Ale Möller
- 1997 – Egil Johansen
- 1998 – Georg Riedel
- 1999 – Joakim Milder
- 2000 – Jan Lundgren
- 2001 – Thomas Jutterström
- 2002 – Nils Lindberg
- 2003 – Ann-Kristin Hedmark
- 2004 – Jan Allan
- 2005 – Anders Widmark
- 2006 – Kjell Öhman
- 2007 – Elise Einarsdotter
- 2008 – Mats Öberg
- 2009 – Esbjörn Svensson (postumt)
- 2010 – Ann-Sofi Söderqvist [1]
- 2011 – Bengt Berger
- 2012 – Merit Hemmingson
- 2013 – Martin Sjöstedt
- 2014 – Nisse Sandström
- 2015 – Cecilia Persson
- 2016 – Nils Landgren
- 2017 – Jonas Kullhammar
- 2018 – Meta Roos
- 2019 – Jonas Knutsson[2]
- 2021 – Lina Nyberg
- 2022 – Fredrik Ljungkvist
- 2023 – Daniel Karlsson[3]